# Bob Steele
Bob Steele, cujo verdadeiro nome era Robert Adrian Bradbury, Jr. (Portland, 23 de janeiro de 1907 – Burbank, 21 de dezembro de 1988) foi um ator estadunidense, conhecido pelos seus papéis de cowboy em inúmeros filmes do gênero faroeste, desde a época do cinema mudo.

## Biografia
Filhos de atores profissionais, Nita e Robert North Bradbury, Bob começou a atuar no teatro aos dois anos de idade, junto a seu pai e ao irmão gêmeo Bill, numa peça cômica, intitulada “The Murdock Brothers”.
A primeira experiência cinematográfica foi aos quatorze anos, em 1920, na Pathé, ainda sob o nome Bob Bradbury, Jr., em uma série juvenil em episódios de vinte minutos, ao lado do irmão Bill. A série foi dirigida por seu pai e o título era “The Adventures of Bill and Bob”. As cenas foram aproveitadas de filmes pessoais que o pai fizera com os filhos em passeios pela mata, em pescarias e caçadas. As cenas foram montadas e lançadas pela Pathé em pequenas histórias.
Em 1926, Bob participou de um concurso pela FBO, que tencionava selecionar dois novos astros-cowboys para seus filmes de Western. Convidado a escolher entre dois nomes, Bob Steele e Buzz Barton, escolheu o primeiro nome, por se chamar Robert, e o nome Buzz Barton foi escolhido pelo menino-cowboy, o outro classificado, protagonista de vários filmes de Western na época.
Em 1927, foi contratado pela Films Box Offices of América (FBO), com o nome Bob Steele, onde permaneceu até 1929, ao lado de outros cowboys famosos, tais como Tom Mix, Fred Thomson, Harry Carey, Tom Tyler, Frankie Darro, Bob Custer e Buzz Barton (o cowboy menino).
Além de atuar, Steele fez o curso superior em Glendale High School, e praticava esportes. Atualmente, em uma praça de Glendale, há uma placa de bronze em sua homenagem, devido ao fato de ter resgatado 56 pessoas ameaçadas de afogamento, na época em que foi salva-vidas.
Ao deixar a FBO, fez filmes para a Sindicate (posteriormente Monogram), Tiffany, Sono Art-World Wide, Supreme, Metropolitan, Screen Guild e Embassy, depois para a Monogram (fundada em 1931), para Republic e PRC, onde fez a série “Billy the Kid”, posteriormente assumida por Buster Crabbe. Em 1930, Steele fez seu primeiro filme totalmente falado, “Near the Rainbow’s End” (A Vingança do Pastor).
Esteve entre os “Dez Mais” astros-cowboys nas bilheterias, entre os anos 1937 e 1938, e posteriormente, nos anos 1941, 1942 e 1943. Retornou à Monogram em 1943, trabalhando na série “Trail Blazers”, para a qual Ken Maynard e Hoot Gibson já haviam feito três filmes. Os três cowboys fizeram juntos mais três filmes para a Monogram, e após o desligamento de Maynard, Bob e Hoot fizeram mais cinco filmes para a série, que foi encerrada em 1944 com o filme “Trigger Law” (A Lei da Pistola), de Vernon Keays, pois a Monogram decidira investir em cowboys mais jovens, como Whip Wilson e Jimmy Wakely.
Steele nunca aceitou dublês em seus filmes, tendo feito ele mesmo todas as cenas perigosas.
Os últimos filmes de cowboy em que fez o “mocinho” foram feitos para a Screen Guild e PRC, entre 1945 e 1946. Após esse período, Bob passou a fazer papéis secundários em vários Westerns, inclusive ao lado de seu amigo John Wayne. Em 1939, obteve um ótimo desempenho com seu papel em “Of Mice and Men” (no Brasil sob o nome de “Carícia Fatal”, baseado no romance de John Steinbeck, “Ratos e Homens”), pela Hal Roach – United Artists, sob a direção de Lewis Millestone. Ao lado de Betty Field, Lon Chaney, Jr., Charles Bickford e Noah Beery, Jr. O filme foi ovacionado e concorreu ao Oscar de filme, perdendo para “...E o Vento Levou”.
Fez em 1933, fora do gênero Western, o seriado “Mystery Squadron” (A Flotilha Misteriosa), sob a direção de Colbert Clark e David Howard, distribuído no Brasil pela Universal.
Em 1935, trabalhou naquele que é considerado o “Rei dos Westerns Classe B”, nos EUA anunciado como “The Barnum & Bailey of the Western”, o filme “Powdersmoke Range” (Duelo de Valentes), pela RKO, com um elenco fabuloso: Harry Carey, Hoot Gibson, Bob Steele, Tom Tyler, Guinn Williams, William Farnum, Wiliiam Desmond, Buzz Barton, Art Mix, Buffalo Bill, Jr. (Jay Wilsey), Franklyn Farnum, Wally Wales (Hal Tagliaferro), Sam Hardy e Ray Meyer, e a “mocinha” Boots Mallory. A direção era de Wallace Fox, baseado numa novela de William Colt Mac Donald. Nesse filme, surgiu pela primeira vez os personagens Tucson Smith, Stony Brooke e Lullaby Josylin, que em 1938 iniciariam na Republic a série “The Three Mesquiteers”, estrelada por Ray Corrigan, Robert Livingston e Syd Saylor, esse substituído por Max Terhune e seu boneco logo no segundo filme. Houve depois outras substituições. Entre 1940 e 1943, participou de vinte filmes da série The Three Mesquiteers, da Republic, como Tucson Smith.
A partir de 1946, fez papéis menores, sendo que seu último filme foi “Charles Varrick” (O Homem que Burlou a Máfia), pela Universal, em 1973. Ao todo, participou de 189 filmes. Steele faleceu em 1988, aos 82 anos de idade, de enfisema pulmonar. Encontra-se sepultado no Forest Lawn Memorial Park (Hollywood Hills), Los Angeles, Condado de Los Angeles, Califórnia nos Estados Unidos.

## Bob Steele na TV
Trabalhou na série “F Troop”, na TV, fazendo o soldado Duffy, entre 1965 e 1967. A série era sobre a cavalaria americana, e não chegou a ser exibida no Brasil.
Teve várias participações em séries populares, tais como “Tales of Wells Fargo”, “The Deputy”, “The Texan” (O Texano), “Meet McGraw”, “Then Came Bronson”. Enfrentou Richard Boone em um episódio de “Have Gun – Will Travel” (O Paladino do Oeste), em 1966. Participou de um episódio de “Family Affair”, ao lado de Brian Keith, personificando um velho herói de filmes de Western.

## Quadrinhos
Nos anos 40/50 editoras como a Fawcett Comics adaptaram para os quadrinhos as aventuras do cowboy Bob Steele, mais tarde reeditados pela AC Comics, especializada em republicar material da Era de Ouro dos Quadrinhos.